# Heavy Rain
Heavy Rain (букв. укр. «Злива»/«Сильний дощ») — відеогра, розроблена французькою студією Quantic Dream ексклюзивно для гральної консолі PlayStation 3. У Європі гра надійшла в продаж 24 лютого 2010 року.
Модифікована версія гри, під назвою Heavy Rain Edition Modifiée вийде тільки у Франції. В ній будуть видалені певні сцени, що дозволить їй отримати рейтинг PEGI 16+ замість 18+.
Сценарист і режисер — Девід Кейдж, засновник Quantic Dream, який також брав участь у написанні сценаріїв і керував створенням двох попередніх ігор студії, Omikron: The Nomad Soul і Fahrenheit.
16 червня 2015 року було анонсовано перевидання гри на PlayStation 4.
24 червня 2019 року гра вийшла ексклюзивно в Epic Games Store.
18 червня 2020 року також вийшла в Steam.

## Сюжет
У грі похмурий, складний, ретельно пророблений сюжет. У місті орудує серійний убивця, що викрадає хлопчиків, а їх батькам пропонує пройти серію небезпечних випробувань. За те, що на тілах своїх жертв залишав фігурки оригамі, журналісти прозвали його «Майстром оригамі» (англ. Origami killer). У грі присутні кілька закінчень від класичного «happy end» до похмурого фіналу. Навіть якщо один персонаж помирає, то гра продовжиться без нього.

### Головні герої
- Ітан Марс (англ. Ethan Mars). Його роль (включаючи озвучення і захоплення рухів) виконав британський актор Паскаль Ленґдейл (англ. Pascal Langdale). Ітан — талановитий архітектор, що страждає провалами в пам'яті. Таким він був не завжди: на початку гри гравцеві належить стати свідком того, як трагічна випадковість зруйнувала його сім'ю. Спершу загинув його старший син Джейсон, потім молодший син Шон був викрадений «Майстром оригамі». Ітану треба буде подолати випробування, приготовлені для нього вбивцею, щоб урятувати сина.

- Медісон Пейдж (англ. Madison Paige). Зовнішність і рухи героїні взяті з моделі Джекі Ейнслі[ru] (англ. Jacqui Ainsley), озвучила героїню Джуді Бейчер (англ. Judi Beecher[en]). Медісон заробляє на життя, роблячи фотографії для гламурних журналів. Але справжнє її захоплення — це розслідування вбивств.

- Норман Джейден (англ. Norman Jayden). Агент ФБР отримав свою зовнішність від британського актора Леон Окенден (англ. Leon Ockenden). Норман Джейден — агент ФБР, що використовує сучасну систему «доповненої реальності» ARI для експрес-аналізу доказів. Присланий ФБР допомогти поліції піймати «Майстра оригамі». Має залежність від триптокаїну.

- Скот Шелбі (англ. Scott Shelby). Роль виконав Сем Дуґлас (англ. Sam Douglas[en]). Скот — приватний детектив, чий живий характер і швидку мову не псують навіть напади астми. Найнятий батьками вбитих хлопчиків, щоб знайти «Майстра оригамі».

## Ігровий процес
У грі унікальна схема керування. Тригерна кнопка ігрового контролера R2 забезпечує рух персонажа вперед. Використовуються аналогові функції кнопки, дозволяючи гравцеві керувати швидкістю переміщення персонажа шляхом сильного або слабкого натискання на кнопку. Лівий аналоговий джойстик керує рухом голови персонажа й напрямком руху персонажа щодо напрямку його погляду. Девід Кейдж пояснює, що це дозволяє зробити незалежним рух персонажа від перспективи камери. Увесь ігровий процес побудований на використанні серій контекстно чуттєвих дій і Quick Time Events. Гравці можуть відтворювати думки персонажа, затиснувши кнопку L2 і натискаючи відповідні кнопки, щоб персонаж говорив або робив те, про що він у теперішній момент думає. Ці думки іноді розмиті, і їх вибір у невідповідний час впливає на реакцію персонажа, змушуючи його говорити або робити що-небудь.
Послідовності дій, коли, наприклад, персонаж буде атакований, будуть програватися як тимчасові події (приклад, Fahrenheit). Гравцеві показуються різні символи, що вказують на необхідність натискання певних кнопок, руху правого аналогового стіка в потрібному напрямку, трясіння або нахилу контролера. Правильність виконання цих команд впливає на розвиток подій, які формують хід сюжету.

### Підтримка PS Move
Розробники гри — Quantic Dream — додали в гру підтримку нового контролера — PlayStation Move.. Із внесенням підтримки нового контролера в новій коробковій версії гри «Heavy Rain: Move Editon» також з'явилися «45 хвилин додаткового відео контенту», які будуть відсутні у вас, якщо ви просто оновите стару версію гри.
Демо Heavy Rain з підтримкою контролера Move з'явилося в PlayStation Store 15 вересня, повідомляє PlayStation.Blog. Демо-версія містить два початкові епізоди. Підтримку нового контролера в повну версію гри додано 22 вересня, через тиждень після надходження Move у продаж. Власникам Heavy Rain не буде потрібно нічого платити; функція Move додасться автоматично, через патч.
Спеціальне видання Heavy Rain: Move Edition з'явилося в продажі 6 жовтня. Видання містить окремо випущений сценарій The Taxidermist, три теми для PlayStation 3, повний саундтрек і відео про створення гри хронометражем в 45 хвилин.

## Розроблення
Quantic Dream почала роботу над Heavy Rain у лютому 2006 року. Анонс проєкту відбувся на ігровій виставці E3 2006, де технологічне демо The Casting було представлено ЗМІ й громадськості.
Частина ігрової фізики доступна з підтримкою технології PhysX від компанії nVidia. Спочатку для PC планувалося випустити дві версії гри, розраховані на комп'ютери обладнані відповідною одиницею обробки фізики й на машини без цієї одиниці. Однак після того, як гра була оголошена ексклюзивом для PlayStation 3, розробка цих версій була припинена
В інтерв'ю, даному Gamedaily.com, співпрезидент Quantic Dream і виконавчий продюсер Ґійом де Фондом'є заявив, що персонажів Heavy Rain грають справжні актори.
Постер The Origami Killer 
Якийсь час на початку 2007 року постер Heavy Rain з'являвся на сайті Quantic Dream, що перебував на стадії реконструкції. На ньому була зображена модель оригамі, що називається «іспанською пахарітою» (пахаріта — древня класична фігурка, що стала символом оригамі в Іспанії), із кров'ю, що капає з одного з кутів. Також стали відомі новий підзаголовок гри The Origami Killer, список (очевидно віртуальних) акторів (Ітан Марс, Скотт Шелбі, Медісон Пейдж, Норман Джейден) і теглайн: «How far are you prepared to go to save someone you love?» («Як далеко ви можете зайти, щоб урятувати того, кого любите?»). Було заявлено, що всі четверо з «акторів» (Марс, Шелбі, Пейдж, Джейден) доступні для гри персонажі.
Gamescom 2009 
У 2009 році на ігровій виставці GamesCom у місті Кельн, Німеччина, Quantic Dream показали новий трейлер і представили двох нових персонажів: приватного детектива Скотта Шелбі й архітектора Ітана Марса. Були показані кілька невеликих іграбельних демо за участю цих персонажів.
25 травня 2020 року Quantic Dream повідомила, що відеогра разом з Beyond: Two Souls (2013) та Detroit: Become Human (2018) буде випущена у Steam 18 червня 2020-го.

### Демоверсія гри
Демоверсія гри Heavy Rain була викладена в PlayStation Network (за винятком Німеччини) 11 лютого 2010 року. У демоверсії доступні 2 невеликих епізоди:
- «Брудне місце» за участю приватного детектива Скота Шелбі (англ. Scott Shelby)
- «Місце злочину» за участю агента ФБР Нормана Джейдена (англ. Norman Jayden)

### Додаткові епізоди
Після виходу гри Quantic Dream оголосила, що незабаром вийде кілька додаткових епізодів — «Heavy Rain Chronicles». Першим доповненням, що завантажується, став епізод «The Taxidermist», за участю Медісон Пейдж (англ. Madison Paige) вартістю в 4,99 $. Він став доступний 1 квітня 2010, при тому власники колекційної версії можуть завантажити цей епізод безкоштовно. Однак пізніше Quantic Dream заявила що нові DLC не вийдуть: розробники вирішили сконцентрувати свої зусилля на розробці Move Edition.

## Саундтрек
Офіційний саундтрек містить в собі 16 треків, однак крім них у грі присутні близько 50 інших композицій, які не були додані в офіційне видання.
| Track listing | Track listing                | Track listing |
| #             | Назва                        | Тривалість    |
| ------------- | ---------------------------- | ------------- |
| 1.            | «Ethan Mars' Main Theme»     | 3:31          |
| 2.            | «Norman Jayden's Main Theme» | 4:42          |
| 3.            | «Before the Storm»           | 2:55          |
| 4.            | «Madison Paige's Main Theme» | 3:31          |
| 5.            | «Scott Shelby's Main Theme»  | 6:01          |
| 6.            | «Lauren Winter's Main Theme» | 3:07          |
| 7.            | «Painful Memories»           | 1:29          |
| 8.            | «The Chase»                  | 1:25          |
| 9.            | «Redemption»                 | 1:39          |
| 10.           | «The Bulldozer»              | 1:34          |
| 11.           | «High Tension»               | 1:16          |
| 12.           | «The Fight»                  | 1:31          |
| 13.           | «The Hold Up»                | 1:28          |
| 14.           | «Looking for Shaun»          | 1:36          |
| 15.           | «Countdown»                  | 1:33          |
| 16.           | «Last Breath»                | 2:59          |

## Оцінки
| Агрегатор    | Оцінка  |
| ------------ | ------- |
| GameRankings | 89.30 % |
| Metacritic   | 87/100  |

| Видання                            | Оцінка      |
| ---------------------------------- | ----------- |
| 1Up.com                            | A-          |
| Edge                               | 7/10        |
| Eurogamer                          | 9/10        |
| Famitsu                            | 37/40       |
| G4                                 | 4/5         |
| Game Informer                      | 9.5/10      |
| GamePro                            | 5/5         |
| GameSpot                           | 8.5/10      |
| GameSpy                            | 4.5/5 зірок |
| GameTrailers                       | 8.9/10      |
| GameZone                           | 9/10        |
| IGN                                | 9.0/10      |
| PlayStation Official Magazine — UK | 9/10        |
| Official U.S. PlayStation Magazine | 5/5 зірок   |

- IGN 90/100 і «Editors Choice Award»[24]
- GamePro 5/5[25]
- Gamespy 4.5/5 і «Editors Choice»[26]
- Gamespot 8.5/10[27]

|  | "Розроблювачам Heavy Rain удалося зробити дивовижну гру. Нестандартну й самобутню інтерактивну драму, фінал у якій визначає сам гравець. І тільки час покаже, чи стане це початком нової віхи розвитку ігрової індустрії. " © CHIP |

## Продажі
За місяць після видання по всьому світі було продано понад 1 150 000 копій гри і Heavy Rain опинився в десятці найуспішніших ігор Північної Америки за лютий 2010 року.
PlayStrum написав: «Heavy Rain — популярна гра в ігровій індустрії стала непередбачувано успішною в очах багатьох людей, та що там говорити, навіть Девід Кейдж був здивований…».
На виставці GDC 2011 (Game Developers Conference) глава студії Quantic Dream Девід Кейдж заявив, що Heavy Rain була продана в кількості 2 мільйонів екземплярів.

## Відсилання доFahrenheit
1. В Ітана Марса після випробування Метелика, залишаються порізи на зап'ястках, також як і в Лукаса Кейна після вбивства в забігайлівці.
2. Як і в Fahrenheit гра відбувається за персонажів, котрі розшукуються як злочинці, і за тих, які їх розшукують.
3. Наприкінці протагоніст несе Шона Марса як дитя Індиго з Fahrenheit.
4. Ітан Марс шизофренік і не розуміє що робить коли у нього бувають провали в пам'яті, так само як і Лукас Кейн.
5. Подібно до Fahrenheit, де показувалася температура нижче нуля, у грі показується кількість опадів.
6. У Heavy Rain гра відбувається за 4 персонажів. У Fahrenheit, рахуючи брата Лукаса, за якого вдається пограти кілька разів, теж за 4.
7. В обох іграх є епізоди, де гравця переносить у дитячі спогади одного із персонажів.